# Josh Reid
Joshua Kelman Reid (Dingwall, 3 maggio 2002) è un calciatore scozzese, difensore del Ross County.

## Carriera

### Club
Reid è cresciuto nel settore giovanile del Ross County, con cui ha debuttato il 3 agosto 2020 nell'incontro di Scottish Premiership vinto 1-0 contro il Motherwell. Il 28 gennaio 2021 è stato ceduto al Coventry City, con cui ha firmato un contratto di tre anni e mezzo. L'11 agosto ha debuttato nell'incontro di EFL Cup contro il Northampton Town, ma nei successivi mesi non è mai più stato utilizzato. Nel gennaio 2023 è passato in prestito allo Stevenage in Football League Two, ma ha giocato anche qui un solo incontro.
Il 26 giugno 2023 ha fatto ritorno in Scozia al Ross County.

### Nazionale
Ha giocato nella nazionale scozzese Under-21.

## Statistiche

### Presenze e reti nei club
Statistiche aggiornate al 27 marzo 2024.
| Stagione        | Squadra         | Campionato      | Campionato | Campionato | Coppe nazionali | Coppe nazionali | Coppe nazionali | Coppe continentali | Coppe continentali | Coppe continentali | Altre coppe | Altre coppe | Altre coppe | Totale | Totale | Totale |
| Stagione        | Squadra         | Comp            | Pres       | Reti       | Comp            | Pres            | Reti            | Comp               | Pres               | Reti               | Comp        | Pres        | Reti        | Pres   | Reti   |        |
| --------------- | --------------- | --------------- | ---------- | ---------- | --------------- | --------------- | --------------- | ------------------ | ------------------ | ------------------ | ----------- | ----------- | ----------- | ------ | ------ | ------ |
| 2019-2020       | Ross County     | SP              | 0          | 0          | CS+CdL          | 0               | 0               |                    | -                  | -                  | CC          | 2           | 0           | 2      | 0      |        |
| 2020-gen. 2021  | Ross County     | SP              | 20         | 0          | CS+CdL          | 0+4             | 0               |                    | -                  | -                  | CC          | 0           | 0           | 24     | 0      |        |
| 2021-2022       | Coventry City   | FLC             | 0          | 0          | FACup+CdL       | 0+1             | 0               |                    | -                  | -                  |             | -           | -           | 1      | 0      |        |
| 2022-gen. 2023  | Coventry City   | FLC             | 0          | 0          | FACup+CdL       | 0               | 0               |                    | -                  | -                  |             | -           | -           | 0      | 0      |        |
| gen.-giu. 2023  | Stevenage       | FL2             | 1          | 0          | FACup+CdL       | 0               | 0               |                    | -                  | -                  | FLT         | 0           | 0           | 1      | 0      |        |
| 2023-2024       | Ross County     | SP              | 19         | 0          | CS+CdL          | 1+4             | 0               |                    | -                  | -                  | CC          | 0           | 0           | 24     | 0      |        |
| Totale carriera | Totale carriera | Totale carriera | 40         | 0          |                 | 10              | 0               |                    | -                  | -                  |             | 2           | 0           | 52     | 0      |        |